# Ethan Vernon
Ethan Vernon   (Bedford, 26 d'agost de 2000) és un ciclista anglès, professional des de 2022. Actualment corre a l'equip Soudal Quick-Step. En el seu palmarès destaca una victòria d'etapa a la Volta a Catalunya de 2022.
S'inicià en el ciclisme en competicions de BMX. Als 14 anys va passar a practicar ciclisme de pista i carretera. És considerat un velocista.
El 2017 va dominar els campionats britànics de pista júnior, guanyant la cursa del quilòmetre, persecució i puntuació. Als Campionats del Món júnior de 2018 va guanyar la medalla de plata en la persecució individual, rere el rus Lev Gonov. El mateix any va ser doble campió nacional júnior en persecució individual i en la cursa americana, junt a William Tidball. Va representar Gal·les als Jocs de la Commonwealth de 2018. Representà el Regne Unit a la Copa del Món de pista de 2018-2019.
El 2021 va prendre part als Jocs Olímpics d'Estiu de Tòquio, on fou setè en la prova de persecució per equips del programa de ciclisme. Al Tour de l'Avenir va guanyar la quarta etapa a l'esprint. Aquell mateix any va ser setè al campionat del món de contrarellotge sub-23 i va guanyar la medalla de bronze en la prova de persecució per equips al mundial en pista de Roubaix.
El 2022, es va incorporar al Deceuninck-Quick Step amb un contracte de dos anys. En la seva primera temporada va guanyar la 5a etapa de la Volta a Catalunya amb final a Vilanova i la Geltrú, el seu primer èxit amb els professionals.

## Palmarès
- 2021
  - Vencedor d'una etapa al Tour de l'Avenir
- 2022
  - Vencedor d'una etapa a la Volta a Catalunya
- 2023
  - 1r al Trofeu Palma
  - Vencedor de 2 etapes al Tour de Ruanda
  - Vencedor d'una etapa al Tour de Romandia
  - Vencedor d'una etapa a la Volta a Alemanya
- 2024
  - Vencedor d'una etapa al Tour dels Alps Marítims
  - Vencedor de 2 etapes al Tour de Guangxi
- 2025
  - Vencedor d'una etapa a la Volta a Catalunya

### Resultats al Giro d'Itàlia
- 2024. No surt a la 10a etapa